# Pasajul Macca-Villacrosse

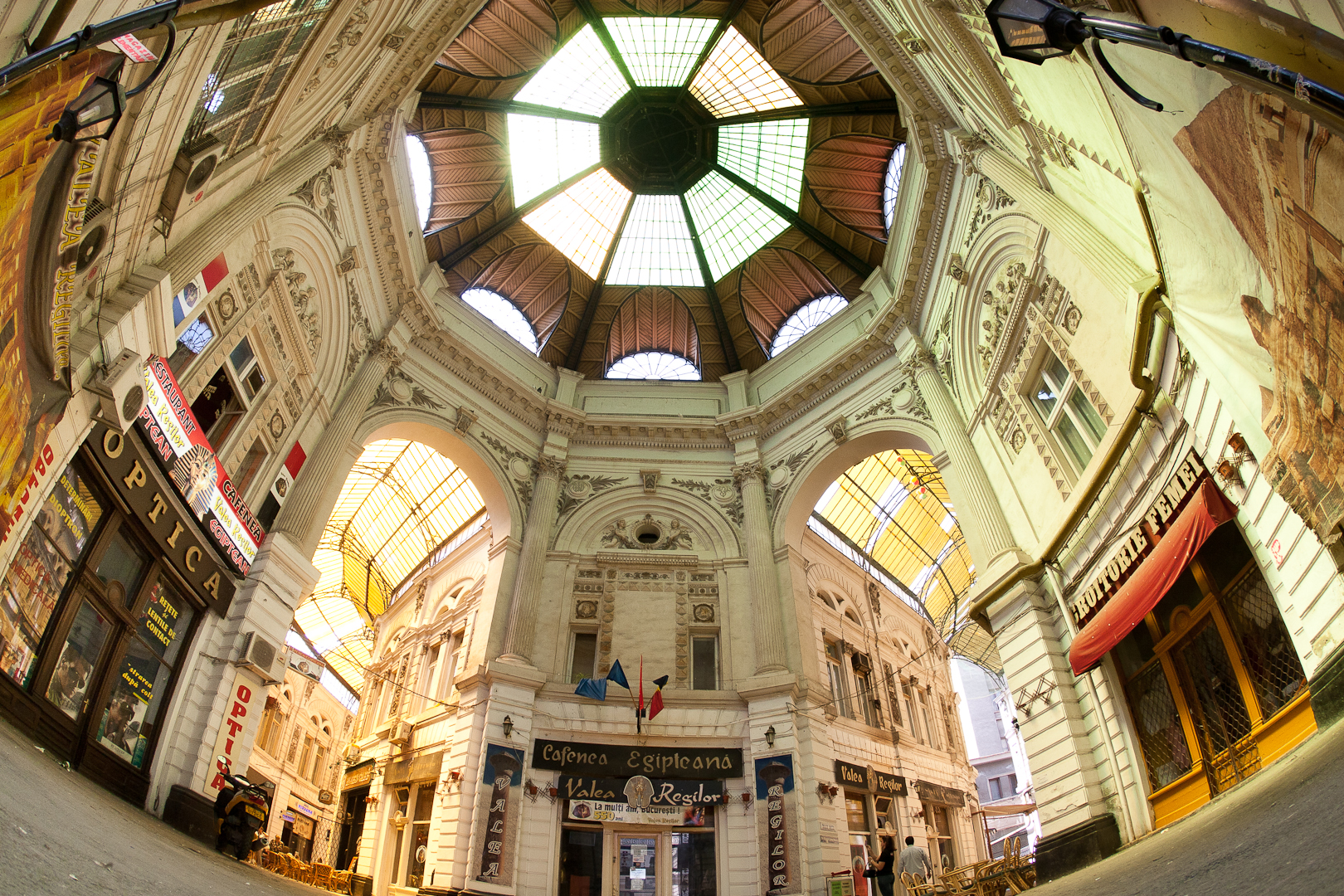
Die Vergabelung der zwei Straßen der Passage

Pasajul Macca-Vilacrosse (deutsch Passage Macca-Villacrosse) ist eine gabelförmige, mit gelbem Glas bedeckte Arkadenstraße im Zentrum von Bukarest, Rumänien, deren Konstruktion im Jahr 1891 vollendet worden ist. Einst stand an dieser Stelle der Gasthof Câmpineanu.

## Beschreibung
Nachdem der katalanische Architekt Xavier Vilacrosse die Tochter des  Eigentümers des Gasthofes 1843 heiratete, erhielt das Ehepaar das Gasthaus als Hochzeitsgeschenk und gab ihm den Namen des Architekten. Gegen Ende des 19. Jahrhunderts wurde es abgerissen und durch die heute noch stehende zweistöckige Passage im westeuropäischen Stil ersetzt.
Die beiden schmalen Straßen sind mit einem Glasdach überdeckt, so dass sie sowohl natürliches Licht als auch gleichzeitig Schutz vor Regen bieten. Das Erdgeschoss wurde für Geschäfte bestimmt, während die Zimmer auf der ersten Etage vermietet wurden. Ein Zweig der Passage wurde Vilacrosse genannt, während der andere Macca genannt wurde, nach Mihalache Macca, dem Bruder des Erbauers. Die zwei Enden öffnen sich auf die Calea Victoriei, eine der Hauptstraßen von Bukarest, das andere Ende in Richtung der Nationalbank in der Altstadt Lipscani.
Zwischen 1950 und 1990 hieß der Durchgang Pasajul bijuteria (‚Juwelier Passage‘), erst in den 2010er Jahren erhielt er den Namen „Passage Macca-Villacrosse“.
Heute beherbergt die Passage mehrere gastronomische Indoor- und Outdoor-Einrichtungen, darunter das Ägypten-Bar/Restaurant, das Blues Cafe, ein Bistro, ein chinesisches Restaurant und eine Weinbar.

## Fotos

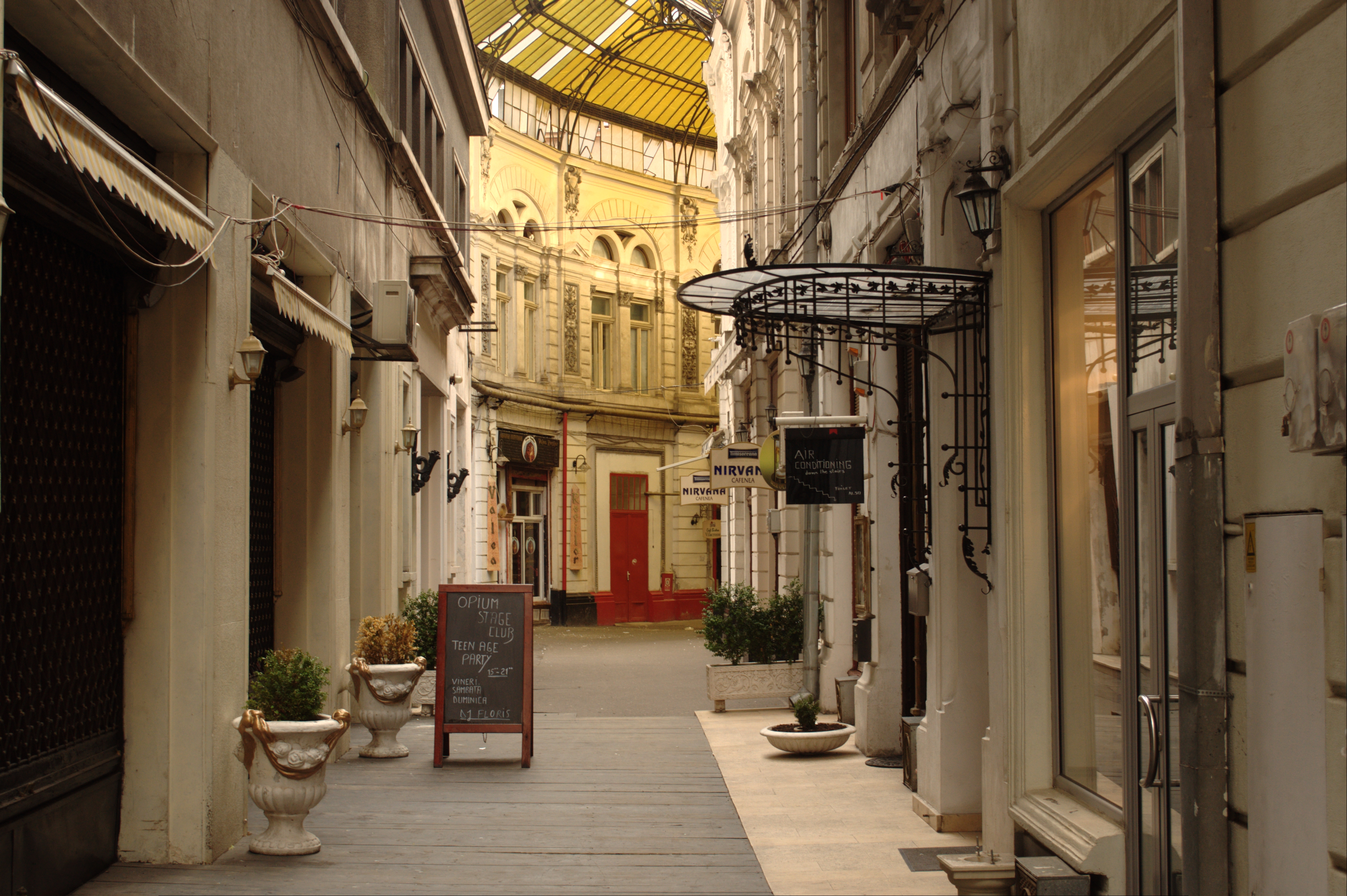
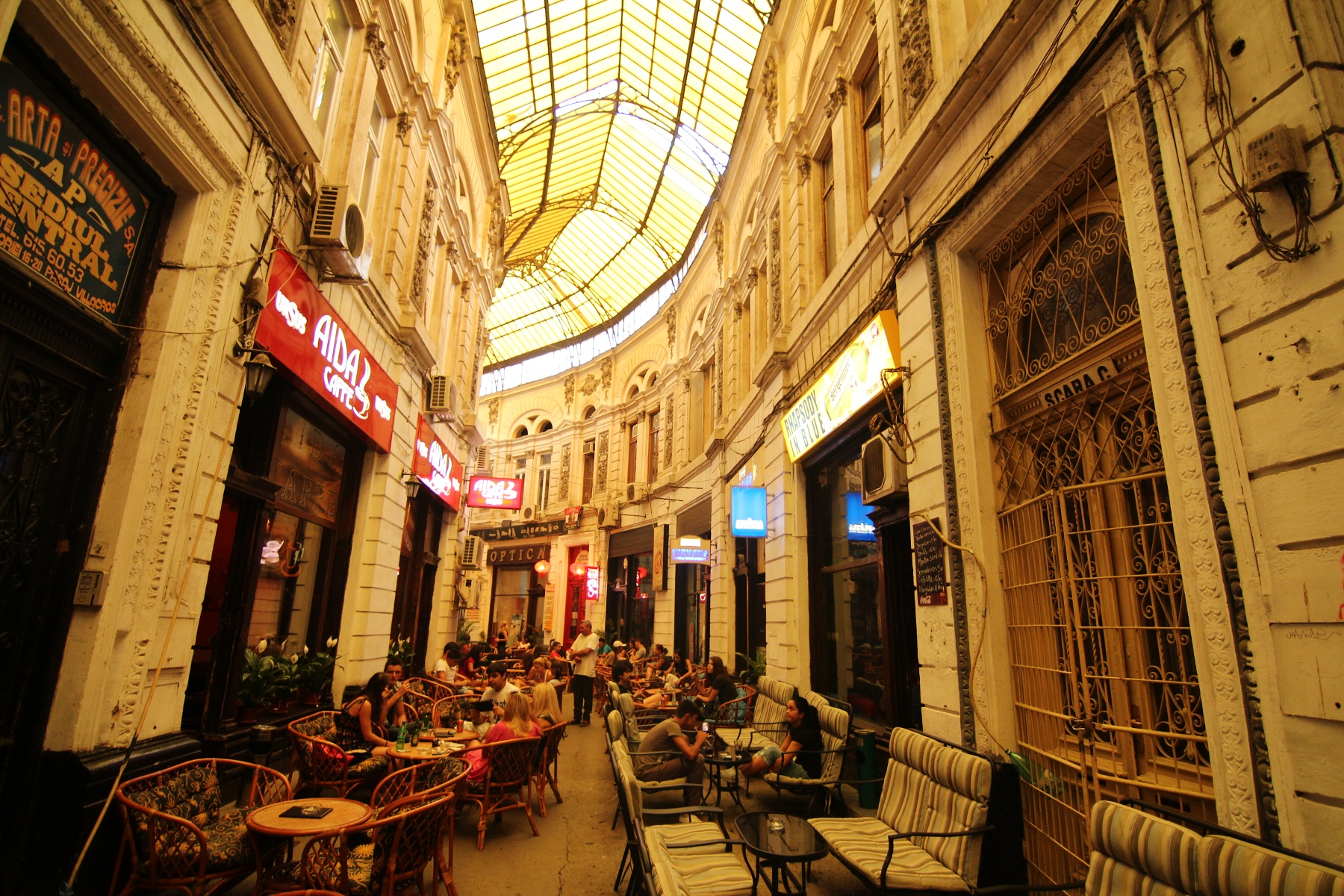
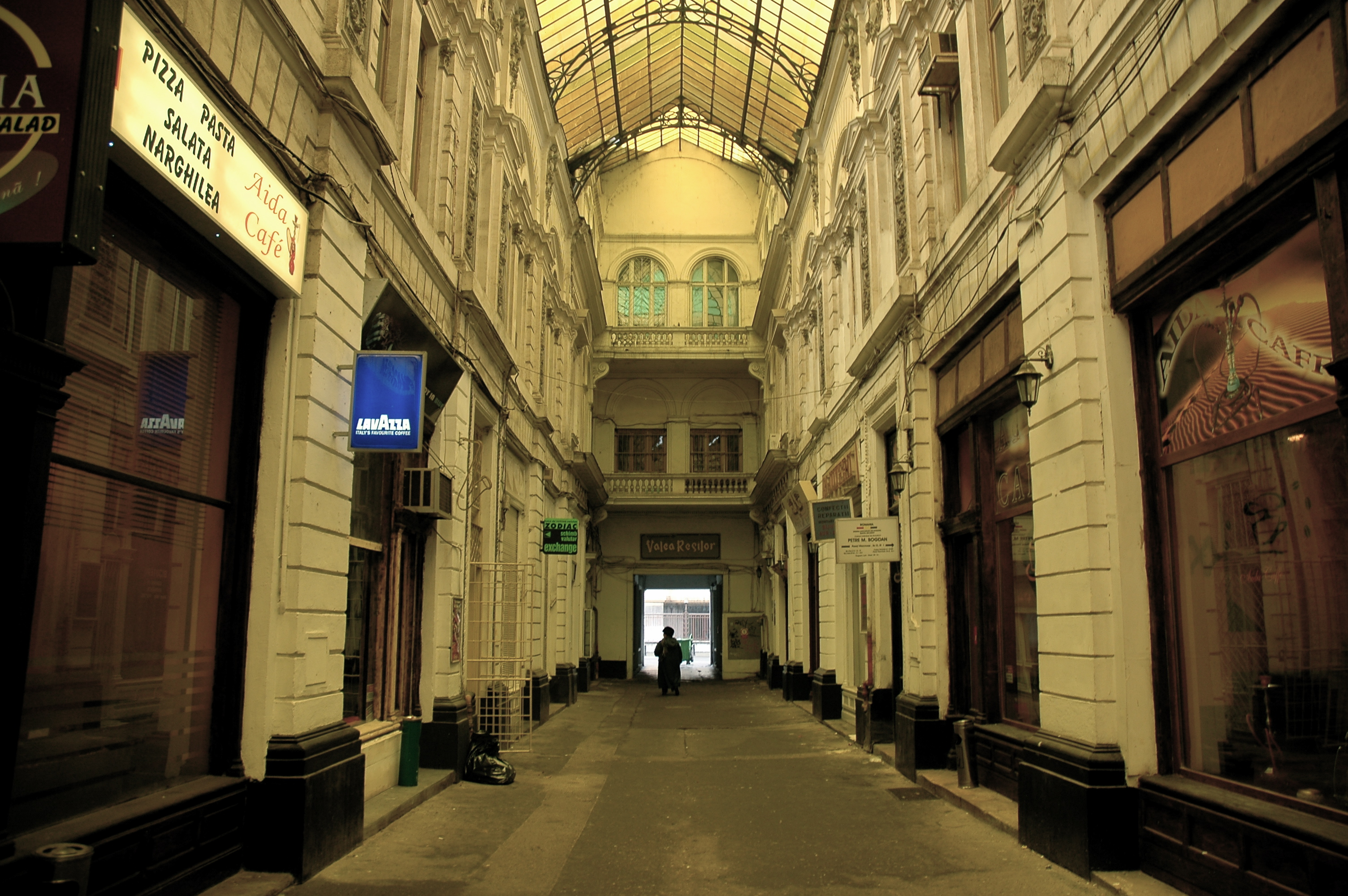
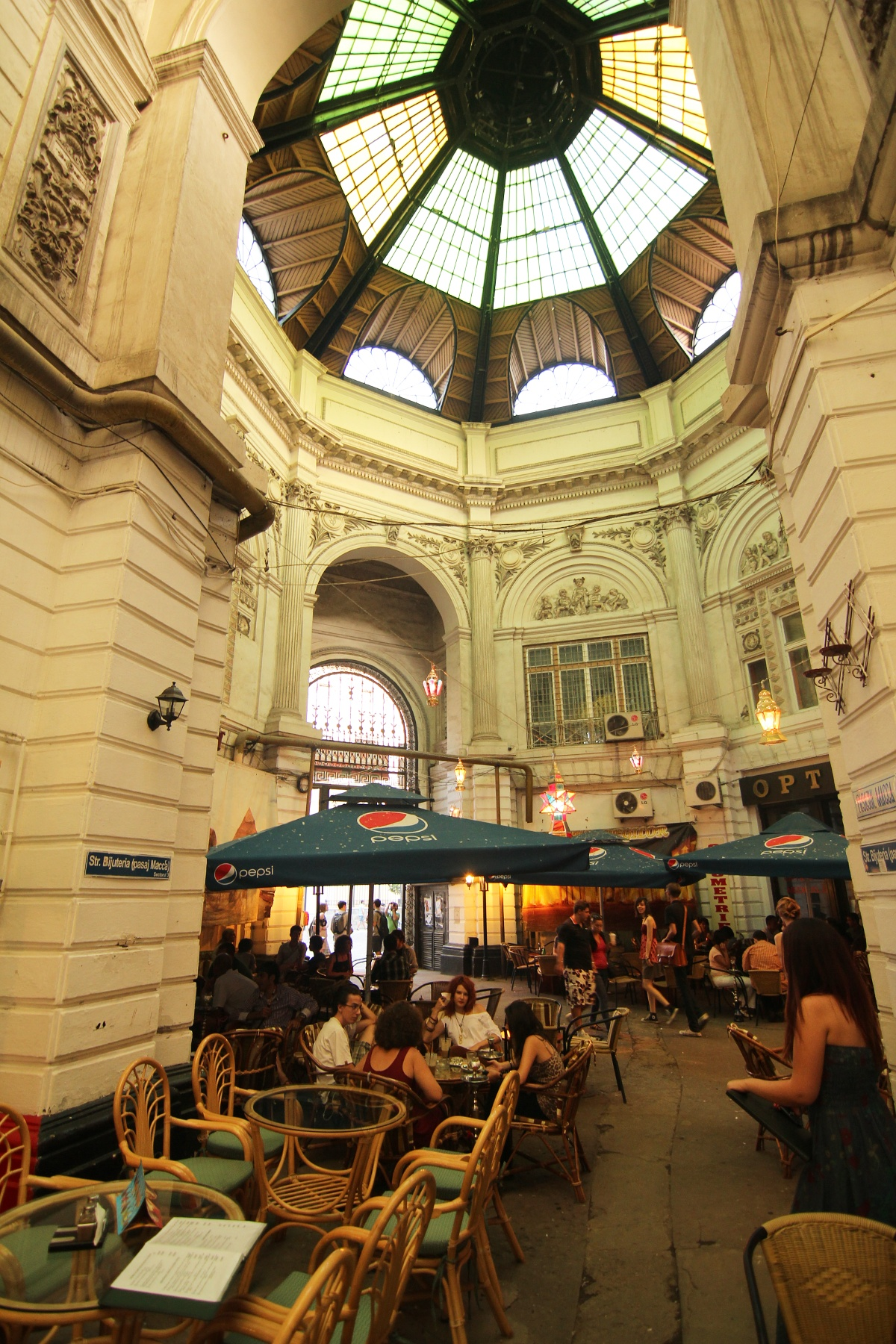
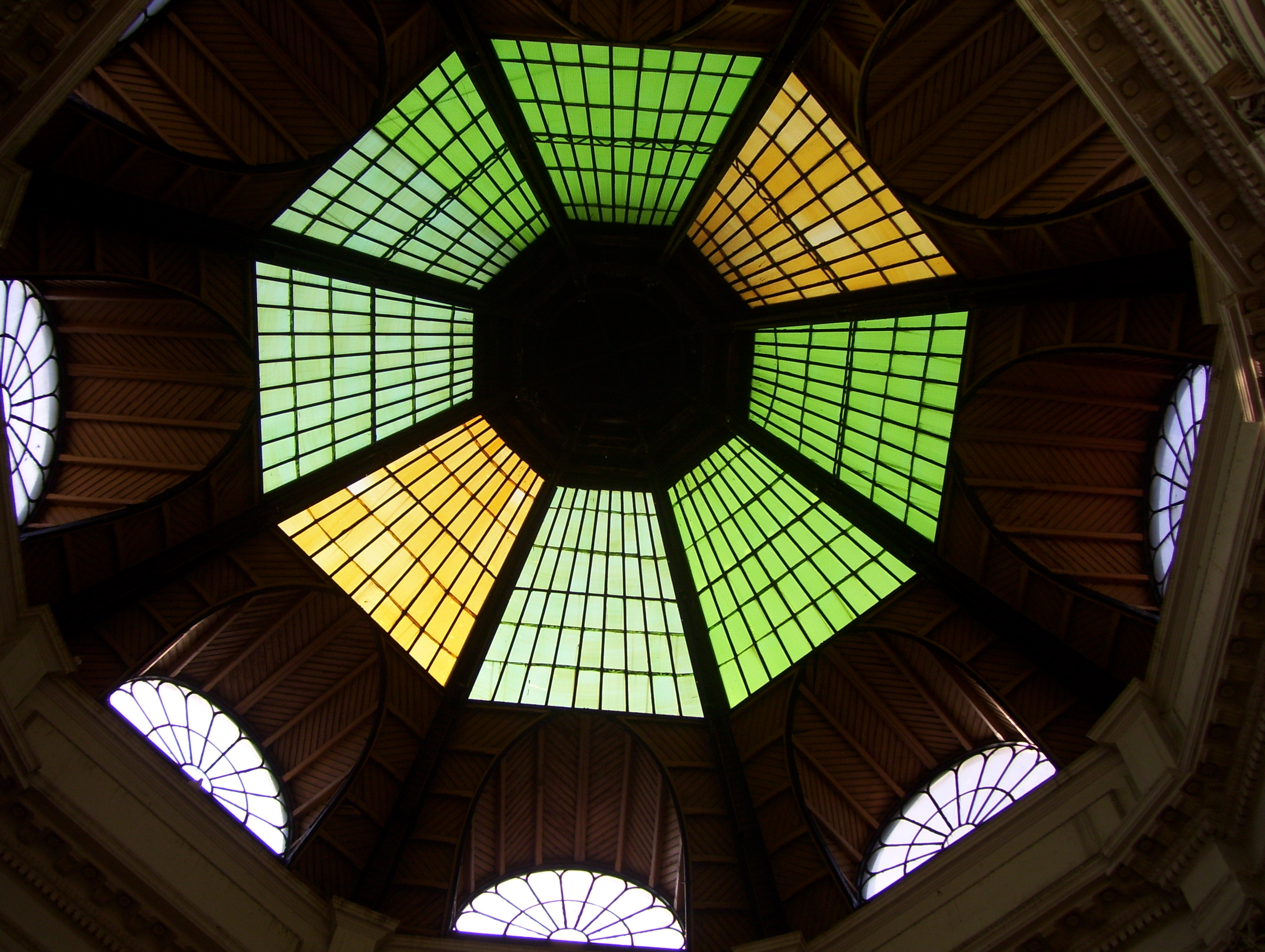
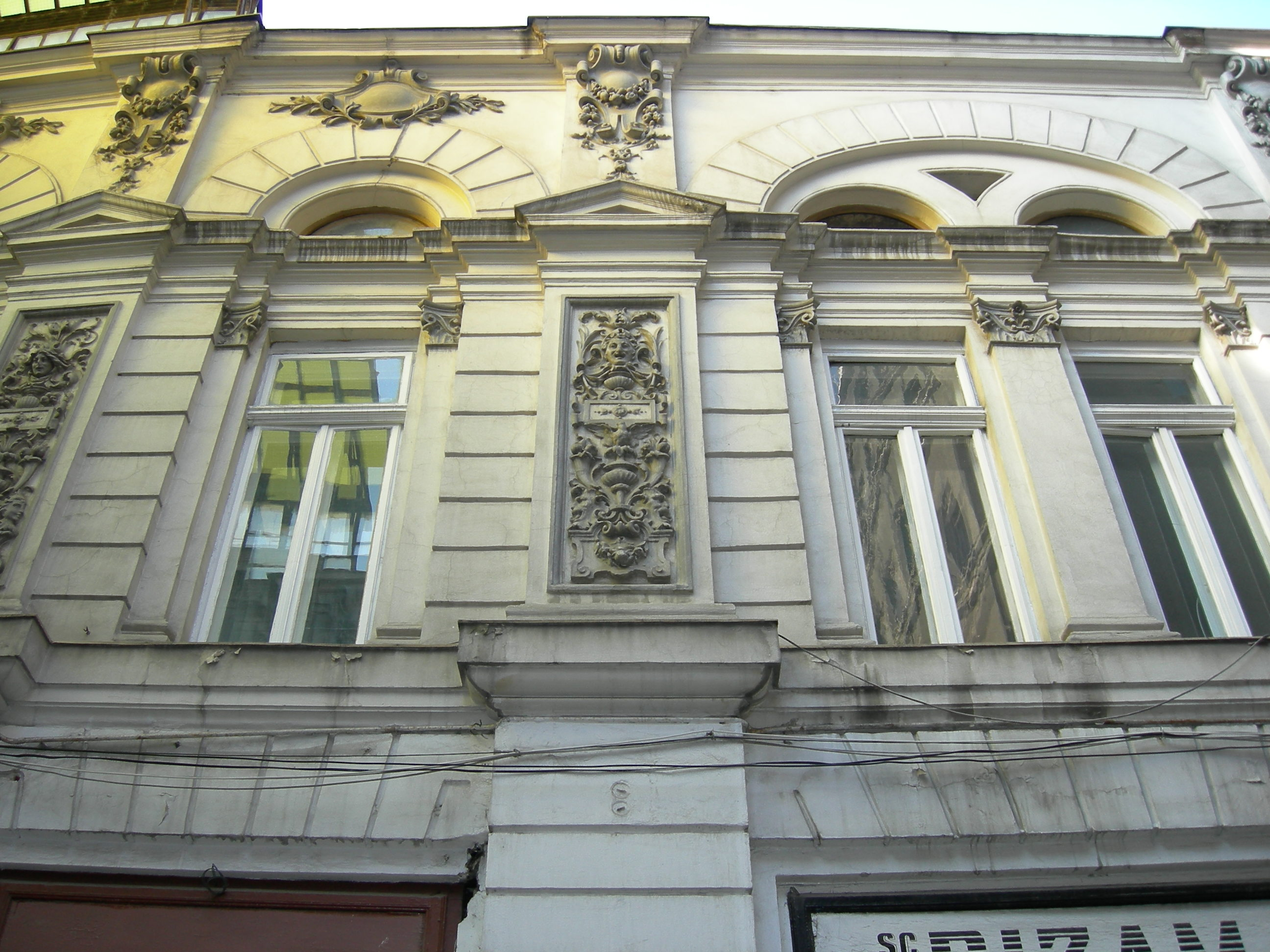
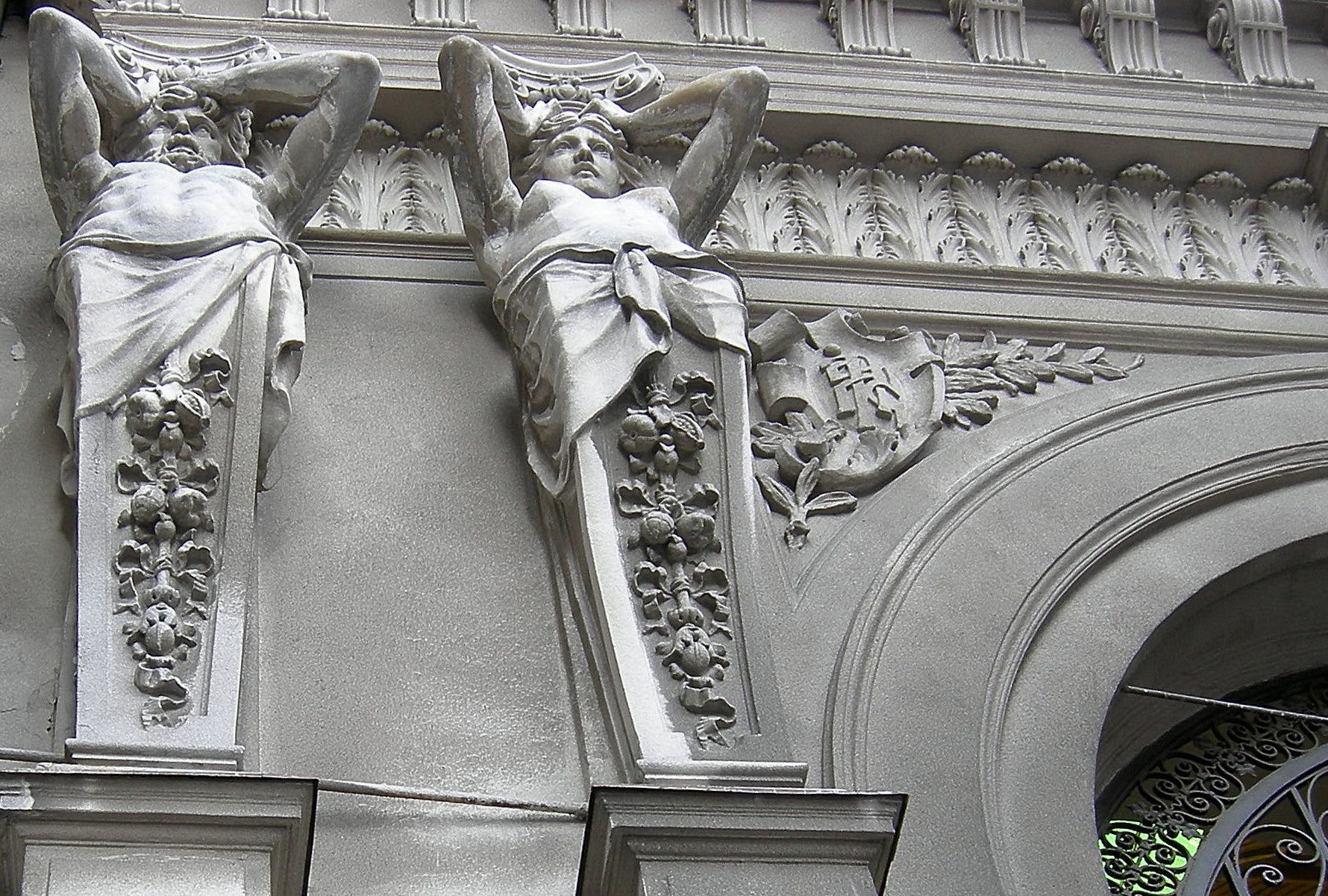